# クリスティアン・アンサルディ
クリスティアン・アンサルディ（Cristian Daniel Ansaldi、1986年9月20日 - ）は、アルゼンチン・ロサリオ出身の元サッカー選手。元アルゼンチン代表。ポジションはDF（サイドバック）。

## 経歴

### クラブ
2005年にニューウェルズ・オールドボーイズからデビューし、レギュラーとしてプレー。2008年1月、ロシア・プレミアリーグのFCルビン・カザンに移籍。同年3月16日、リーグ第1節のFCロコモティフ・モスクワ戦でデビューを果たした。10月25日、クリリヤ・ソヴェトフ・サマーラ戦でロシア初得点を決めた。2008年はクラブ史上初のリーグ制覇を果たした。2008年シーズンは主に右サイドバックとして出場したが、2009年シーズンは主に左サイドバックとして出場している。5月2日のサトゥルン・ラメンスコーエ戦では2アシストの活躍で5-0の快勝に貢献した。2010年6月、ルビン・カザンとの契約を3年間延長した。
2013年8月4日、FCゼニト・サンクトペテルブルク移籍が発表された。
アトレティコ・マドリード、ジェノアCFCへのレンタル移籍を経て、2016年7月30日にイタリアのインテルナツィオナーレ・ミラノへ移籍。移籍金は200万ユーロ+ディエゴ・ラクサールの譲渡となっている。インテルではステファノ・ピオリに重用され、一時は長友佑都やダビデ・サントンを抑え左サイドバックのファーストチョイスであったが、シーズン終盤に怪我により出場機会を失った。シーズン終了後に新たに監督に就任したルチアーノ・スパレッティからは良い評価を受けず、新戦力ダウベルトに押し出される形で、トリノFCにレンタル移籍した。
2022年8月22日、セリエBのパルマ・カルチョ1913に移籍した。

### 代表
ルビン・カザンでの活躍がアルゼンチン代表のディエゴ・マラドーナ監督に認められ、2009年11月14日のスペイン戦で代表デビュー。一躍レギュラー候補に名乗りを挙げたと思われたが、以降招集されることがなく、2010 FIFAワールドカップの予備登録30人からも選考外となった。2010年10月4日、日本代表との親善試合で、来日する予定だったメンバーに負傷者が相次いだ為、急遽招集されたが、8日に行われた試合に出場する機会はなかったった。

## 代表歴

### 出場大会
- アルゼンチン代表
  - 2018 FIFAワールドカップ

### 試合数
- 国際Aマッチ 5試合 1得点（2009年-2014年）[6]

| アルゼンチン代表 | 国際Aマッチ | 国際Aマッチ |
| 年               | 出場        | 得点        |
| ---------------- | ----------- | ----------- |
| 2009             | 1           | 0           |
| 2010             | 0           | 0           |
| 2011             | 1           | 0           |
| 2012             | 0           | 0           |
| 2013             | 1           | 0           |
| 2014             | 2           | 1           |
| 通算             | 5           | 1           |

## タイトル

### クラブ
ルビン・カザン
- ロシアサッカー・プレミアリーグ ： 2008, 2009
- ロシア・カップ ： 2012

アトレティコ・マドリード
- スーペルコパ・デ・エスパーニャ ： 2014